# 桃園市立大崙國民中學
桃園市立大崙國民中學（Da Luen Junior High School），簡稱大崙國中、崙中，位於桃園市中壢區月眉路一段50號。

## 校史
- 1961年：成立桃園縣立新明初級中學大崙分部。
- 1963年：8月奉准獨立，定名為桃園縣立大崙初級中學。
- 1968年：九年國教實施，改制為桃園縣立大崙國民中學。
- 2014年：12月25日，因應桃園縣升格改制為直轄市，更名為桃園市立大崙國民中學。

## 歷任校長
| 任期 | 姓名       | 任職日期 | 離職日期 | 備註                                                           |
| ---- | ---------- | -------- | -------- | -------------------------------------------------------------- |
| 1    | 鄭國棟先生 | 1963年   | 1969年   | 調任桃園縣立大園國民中學。                                     |
| 2    | 唐寒江先生 | 1969年   | 1969年   | 原桃園縣立大園國民中學校長轉任。                               |
| 3    | 彭得財先生 | 1969年   | 1972年   | 原桃園縣立大園國民中學教務主任升任，調職桃園縣立永安國民中學。 |
| 4    | 劉玉勳先生 | 1973年   | 1978年   | 原教務主任升任，調任桃園縣立平鎮國民中學。                     |
| 5    | 曹芹生先生 | 1978年   | 1993年   | 原新竹縣立尖石國民中學校長轉任，任內退休                       |
| 6    | 詹智源先生 | 1993年   | 2001年   | 原桃園縣立富岡國民中學校長轉任，調任桃園縣立內壢國民中學。     |
| 7    | 劉邦秋先生 | 2001年   | 2009年   | 原桃園縣立大坡國民中學校長轉任，調任桃園縣立石門國民中學。     |
| 8    | 賴銹慧女士 | 2009年   | 2011年   | 原桃園縣立中壢國民中學校長轉任，任內退休。                     |
| 9    | 梁忠三先生 | 2011年   | 2019年   | 原桃園縣立內壢國民中學教務主任升任，調任桃園市立龍岡國民中學。 |
| 10   | 祁樹華女士 | 2019年   | 現任     | 原桃園市立大溪國民中學校長轉任。                               |

## 歷任家長會長
| 任期 | 姓名       | 任職日期  | 離職日期  |
| ---- | ---------- | --------- | --------- |
| 1    | 張獻武先生 | 1961年8月 | 1979年7月 |
| 2    | 吳祥和先生 | 1979年8月 | 1981年7月 |
| 3    | 黃聖璇先生 | 1981年8月 | 1982年7月 |
| 4    | 余聲正先生 | 1982年8月 | 1985年7月 |
| 5    | 黃國源先生 | 1985年7月 | 1987年7月 |
| 6    | 梁碧榮先生 | 1987年8月 | 1998年7月 |
| 7    | 吳餘東先生 | 1998年8月 | 2000年7月 |
| 8    | 邱奕勝先生 | 2000年8月 | 2001年7月 |
| 9    | 吳振東先生 | 2001年8月 | 2002年7月 |
| 10   | 詹勳璟先生 | 2002年8月 | 2005年7月 |
| 11   | 詹昭楙先生 | 2005年8月 | 2007年7月 |
| 12   | 鄭正義先生 | 2007年8月 | 2008年7月 |
| 13   | 吳列坤先生 | 2008年8月 | 2010年7月 |
| 14   | 許萬錦先生 | 2010年8月 | 2012年7月 |
| 15   | 詹勳疆先生 | 2012年8月 | 2014年7月 |
| 16   | 陳旭源先生 | 2014年8月 | 2016年7月 |
| 17   | 邱垂宏先生 | 2016年8月 | 2019年7月 |
| 18   | 朱政龍先生 | 2019年8月 | 2021年7月 |
| 19   | 詹德方先生 | 2021年8月 | 2022年7月 |
| 20   | 詹勳章先生 | 2022年8月 | 2025年7月 |

## 學區
- 中壢區：內厝里、月眉里、山東里，過嶺里（第5－7鄰）【為大崙、過嶺國中共同學區】、洽溪里（第1－2、11鄰）、芝芭里（第10鄰）[1]。
- 大園區：和平里【為大崙、大園國中共同學區】。

## 外部連結
- 大崙國民中學網站 （页面存档备份，存于）